# Czerepkiwci
Czerepkiwci (ukr. Черепківці) – wieś na Ukrainie, w obwodzie czerniowieckim, w rejonie czerniowieckim. W 2001 roku liczyła 2082 mieszkańców.
Znajduje tu się stacja kolejowa Waduł-Siret, położona na linii Czerniowce – Suczawa. Jest to ukraińska stacja graniczna na granicy z Rumunią.